# Álex Menéndez
Alejandro Menéndez Diéz, né le 15 juin 1991 à Gijón (Espagne), est un footballeur évoluant au poste d'arrière droit ou d'ailier à l'Áris FC.

## Biographie
Alejandro Menéndez commence le football en 1997 dans le club espagnol de l'Astur CF, avant de partir jouer dans les catégories de jeunes du Sporting Gijon. En 2010, il joue un total de 21 matchs avec l'équipe réserve du club. 
Il est titularisé pour la première fois avec l'équipe professionnelle le 13 décembre 2011, lors d'un match de Coupe d'Espagne contre le RCD Mallorca, avec à la clé une victoire sur le score de 1 but à 0. Sa première rencontre en première division a lieu le 1er mai 2012 face au CF Villarreal, avec une défaite 2-3. 
Le 13 août 2013, il prolonge son contrat de trois années supplémentaires avec le Sporting Gijon. Il fait ainsi partie de l'équipe promue en première division à l'issue de la saison 2014-2015.
Il marque son premier but avec le Sporting Gijon le 20 septembre 2015, lors d'une victoire face au Deportivo La Corogne (3-2).